# La pappa reale
La pappa reale (La Bonne Soupe) è un film del 1964 diretto da Robert Thomas.